# Тарас Петрів
Пе́трів Тарас Іванович — український журналіст, медіаменеджер, медіаексперт, викладач, кандидат філологічних наук.
Президент «Фундації Суспільність» та співредактор журналу «Формат 21». Член Незалежної медійної ради. Заступник директора з міжнародного співробітництва Інституту журналістики КНУ імені Тараса Шевченка (2000-2005).

## Життєпис
Народився в місті Івано-Франківськ. Закінчив факультет журналістики Київського національного університету імені Тараса Шевченка, в 1997 році аспірантуру, а в 2011 докторантуру цього ж інституту. У КНУ імені Тараса Шевченка: 1998—2000 рр. — асистент, з 2000 року — доцент, у 2003–2005 рр. завідувач кафедри міжнародної журналістики Інституту журналістики. З 2008 року докторант Інституту журналістики. У 1997 році написав кандидатську дисертацію на тему «Проблеми європейських інтеграційних процесів у сучасному інформаційному контексті».
Напрями наукових досліджень: міжнародна журналістика, глобалізація інформаційних потоків, медіа та європейські інтеграційні процеси, соціокультурна комунікативістика, впровадження штучного інтелекту в медіапрактику, big data. Викладає курси: вступ до спеціальності міжнародна журналістика, міжнародна журналістика, журналістський фах.
Президент громадської організації «Фундація Суспільність», член Громадської Ради з питань свободи слова та інформації при комітеті Верховної Ради України.
Нагороджений Почесною грамотою КНУ імені Тараса Шевченка у 2003 році.
Працював кореспондентом газети Молодь України, спеціальним кореспондентом міжнародного відділу газети Голос України, співпрацював з медіа Польщі, Словаччини, Болгарії, ФРН. 
Був заступником директора Інституту журналістики у 2000—2005 рр. КНУ імені Тараса Шевченка, завідувачем кафедри міжнародної журналістики Інституту журналістики, керівником Інформаційної служби Президента України, головою Національної комісії з утвердження свободи слова та розвитку інформаційної галузі.
Активіст громадських ініціатив на підтримку створення в Україні системи Суспільного мовлення, моніторингу медіа та впровадження дебатної культури. Один з засновників партнерства Новий громадянин та Руху Стопцензурі.  
Під час Виборів Президента України 2014 року спільно командою НСТУ, «Фундацією Суспільність», студентським проектом Campus 3.0 та міжнародною громадською організацією «Інтерньюз-Україна» ініціював «Національні дебати» на телеканалі UA:Перший. Участь у перших «Національних дебатах» взяли 23 кандидати — всі, хто претендував на президентське крісло. Модераторами були Інна Москвіна та Зураб Аласанія, а згодом, під час виборів до Верховної Ради — Мирослава Гонгадзе і Зураб Аласанія та місцевих виборах — Сергій Рахманін.  
З 2015 року координатор Програми журналістської інтернатури «Хаб медіа мобільності». Член Наглядових рад Центр ЮА та Детектор Медіа. 